# Koalition für Einheit und Demokratie
Die Koalition für Einheit und Demokratie (amharisch ቅንጅት ለአንድነት እና ዴሞክራሲ, landesweit bekannt unter dem Akronym Qinijit oder Kinijit; englisch Coalition for Unity and Democracy Parties, abgekürzt C.U.D bzw. CUDP) ist das bedeutendste oppositionelle Parteienbündnis und die ehemals größte Parteienkoalition in Äthiopien. Das Bündnis umfasst vier Parteien, die ihren Wahlkampf für die Parlamentswahlen vom 15. Mai 2005 gemeinsam organisierten. 
Vorsitzender ist Hailu Shawul. Die vier Mitgliedsparteien sind die Äthiopische Demokratische Liga, die Gesamtäthiopische Einheitsorganisation, die Vereinigte Äthiopische Demokratische Partei - Medhin und Regenbogen Äthiopien: Bewegung für Demokratie und Soziale Gerechtigkeit.
Das Bündnis gab Ende September 2005 bekannt, sich zu einer politischen Partei, der Einheit für Demokratie und Gerechtigkeit, zusammenzuschließen. Nach dem Zerfall der CUD durch Kooption, Verhaftung und Emigration bzw. internen Zerwürfnissen, formiert sich derzeit ein neues Bündnis von sechs Oppositionsparteien im Forum für Demokratischen Dialog in Äthiopien, dem die neu gegründete Einheit für Demokratie und Gerechtigkeit ebenso angehört wie die zweitgrößte im Parlament vertretene Oppositionskoalition Vereinigte Äthiopische Demokratische Kräfte.

## Positionen und Unterstützer
Die CUD ist von Amharen dominiert und legt großen Wert auf die Einheit Äthiopiens. Sie kritisiert die seit 1991 regierende EPRDF dafür, dass sie 1993 die Unabhängigkeit Eritreas zuließ. Ein Großteil ihrer Führungspersönlichkeiten befürwortete den Eritrea-Äthiopien-Krieg 1998–2000 und möchte bezüglich der weiterhin umstrittenen Grenzgebiete Druck auf Eritrea ausüben. Die CUD lehnt den von der EPRDF eingeführten „ethnischen Föderalismus“ (vgl. Verwaltungsgliederung Äthiopiens) ab, da dieser dem Zusammenhalt des Landes schade. Wirtschaftspolitisch steht sie für typischerweise linke Positionen. So scheint sie eine Privatisierung des Bodens – der sich in Staatsbesitz befindet – zu befürworten.
Unterstützung erhält der gesamtäthiopische Nationalismus der CUD vor allem von den Amharen sowie den Gurage. Einer Untersuchung zufolge erhielt die CUD bei den Wahlen 2005 zudem tendenziell mehr Stimmen in städtischen Gebieten, in ethnisch stärker durchmischten Gebieten und in solchen, in welchen der Anteil unter der Armutsgrenze lebender Menschen höher ist. Sie schnitt hingegen in Gebieten schlechter ab, wo mehr Menschen Nahrungsmittelhilfe erhielten. Empfänger derartiger Hilfe stimmten eher für die EPRDF.

## Parlamentswahlen
Nachdem sich überall im Land abzeichnete, dass die regierende Revolutionäre Demokratische Front der Äthiopischen Völker die Wahl 2005 verlieren würde, stoppte die Regierung die offizielle Stimmenzählung und erklärte sich selbst zum Wahlsieger. Premierminister Meles Zenawi übernahm das Generalkommando über das Militär und die Bundespolizei, verhängte Ausgangssperren und verbot jegliche Demonstration im ganzen Land. Hailu Shawul wurde unter Hausarrest gestellt, nachdem die CUD von der Regierung der Unterstützung gewaltsamer Straßenproteste beschuldigt wurde, bei denen mehr als 20 Menschen durch die Bundespolizei getötet wurden.
Offiziellen Ergebnissen zufolge gewann die CUD 109 von 545 Parlamentssitzen, darunter sämtliche 23 Sitze der Hauptstadt Addis Abeba, 50 von 138 Sitzen der Region Amhara, 18 Sitze der Region der südlichen Nationen, Nationalitäten und Völker, 16 Sitze der Oromia-Region und je einen Sitz von Dire Dawa und Benishangul-Gumuz.

## Repressionen
Nachdem die CUD das regierende Parteienbündnis EPRDF des Wahlbetrugs beschuldigte, rief sie am 6. November 2005 zur Streikwoche wie auch zum Boykott der von EPRDF-Mitgliedern geführten Unternehmen und des Parlaments auf. Als Reaktion darauf hob die Regierung die Immunität der gewählten Vertreter des Oppositionsbündnisses auf und verhaftete einen großen Teil der Mitglieder der CUD-Fraktion.
Fast die gesamte Führung der CUD, einschließlich des gewählten Bürgermeisters von Addis Abeba, Berhanu Nega, wurden Ende 2009 zu lebenslanger Haft verurteilt. Demonstrationen, die auf allen Kontinenten stattfanden, und zahllose Petitionen haben noch nicht zu einer Entlassung der Gefangenen geführt. Amnesty International, Human Rights Watch und andere Organisationen vertreten die Ansicht, dass diese CUD-Politiker zu Unrecht inhaftiert sind. Dennoch hat am 16. Juli 2007 das oberste Gericht Äthiopiens für 30 der demokratisch gewählten Volksvertreter eine lebenslange Freiheitsstrafe verfügt.